# Iglesia de la Soledad (San José)
La Iglesia de Nuestra Señora de la Soledad se localiza en la ciudad de San José, al centro de Costa Rica. Fue construida a mediados del siglo XIX. Fue incorporada al Patrimonio Histórico y Arquitectónico del país el 8 de diciembre de 1999.

## Vitrales
Los vitrales de la Iglesia de Nuestra Señora de la Soledad vienen de la Suiza y representan varios pasajes bíblicos.

## Imaginería
La Iglesia cuenta con varias esculturas del taller de Stfulesser (las 14 estaciones del Vía Crucis)